# Zaleskaja Słabada
Zaleskaja Słabada (biał. Залеская Слабада; ros. Залесская Слобода) – przystanek kolejowy pomiędzy miejscowościami Sawiczau Roh i Stanok, w rejonie bychowskim, w obwodzie mohylewskim, na Białorusi. Położony jest na linii Orsza - Mohylew - Żłobin.